# Câmera MAHLI

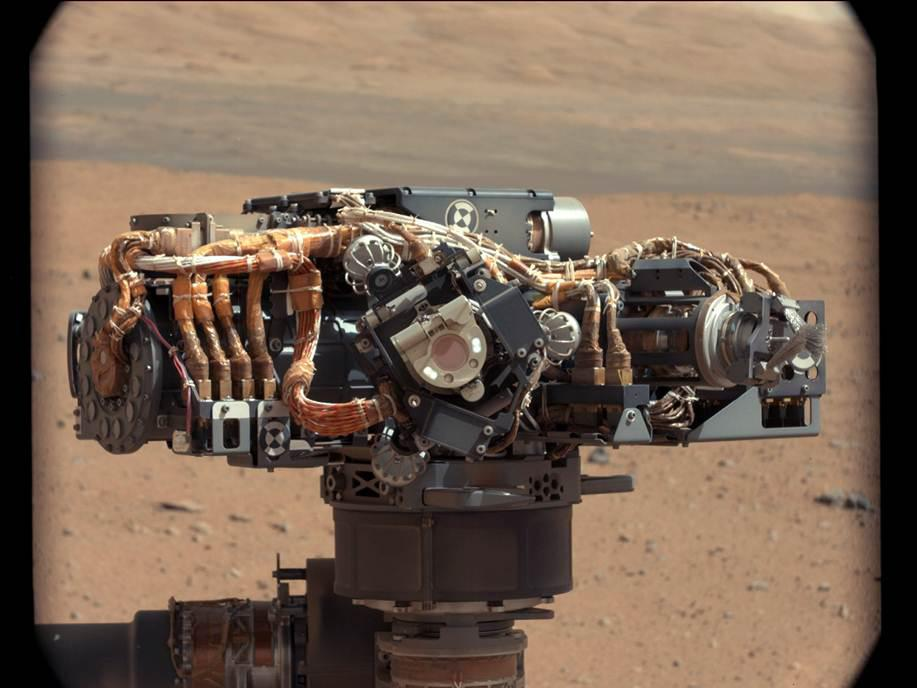
foto da câmera MAHLI no Curiosity em 8 de setembro de 2012 com o Monte Sharp no fundo

Câmera MAHLI (original: "Mars Hand Lens Imager") é uma das dezessete câmeras no  veículo rover Curiosity da missão Mars Science Laboratory.